# Nørrebrogade
 For alternative betydninger, se Nørrebrogade (flertydig). (Se også artikler, som begynder med Nørrebrogade)
Nørrebrogade er den mest centrale gade på Nørrebro i København. Den løber fra Dronning Louises Bro mellem Sortedams Sø og Peblinge Sø i nordvestlig retning og krydser ca. midtvejs Nørrebros Runddel og fortsætter op til Nørrebro Station, hvor den bliver til Frederikssundsvej.
Som resten af Nørrebro har Nørrebrogade en udpræget multikulturel og kosmopolitisk karakter. Nørrebrogade og mange af de nærliggende gader præges således i høj grad af selvstændigt erhvervsdrivende indvandrere, der har åbnet alt fra pizzeriaer og grønthandlere over frisører og kiosker til slagtere og cykelhandlere. Samtidig tilbyder de populære sidegader Blågårdsgade og Elmegade på Indre Nørrebro samt Stefansgade og dennes sidegade Jægersborggade på Ydre Nørrebro et pulserende gadeliv med en række modeforretninger, caféer, restauranter og barer.

## Nørrebrogades historie
Fra 1527 kendes en bro mellem Sortedamssøen og Peblingesøen, som forbandt byen med Nørre Landevej, som man den gang kaldte Nørrebrogade. I 1661 fik Johan Merhof tilladelse til at bygge et værtshus ved vejen, hvor der også var opført en række møller. Det inderste stykke af Nørre Landevej blev brolagt i 1760,  hvilket var nødvendiggjort af den intensive trafik mod nordvest fra Nørreport.
I 1700-tallet var Nørrebro stadig langt ude på landet, og området uden for voldene kun sparsomt bebygget, da demarkationslinjen før 1682 lå ved Søerne, og fra 1682 ved Jagtvej - Falkoner Allé. Indenfor demarkationslinjen måtte der ikke bygges grundmurede huse, kun ét plans bindingsværkshuse, der hurtigt kunne nedbrændes for at give kanonerne frit skudfelt ved krig. Blegemændenes huse og møllerne fik dog lov til at blive stående indenfor linjen.
Der var kun spredt bebyggelse langs Fælledvej, Blegdamsvej og den del af Nørre Landevej, der lå nærmest Søerne. Udover landstederne Blågård, Solitude og Store Ravnsborg kunne man finde enkelte udskænkningssteder, blegedamme, gartnerier lidt industri og håndværk. Mod slutningen af århundredet begyndte folk fra embedsstanden og borgerskabet dog at flytte til Nørrebro, og da voldene blev nedlagt i 1852, gik det stærk med tilflytningen. Ejendommene ud mod Nørrebrogade var nogle af de tidligst bebyggede, og omkring år 1910 udgjorde Nørrebrogade – med enkelte undtagelser – et samlet forløb af fire og fem etagers ejendomme.
Fra 1886 til 1930 skar jernbaneskinnerne hen over Nørrebrogade, hvor den grønne cykelrute i dag krydser gaden. Jernbanen blev primært brugt til godstransport nordpå. Nørrebro Station var dengang placeret på Havremarken, dvs. mellem de nuværende Stefansgade og Hillerødgade. Da jernbanen blev nedlagt frigjorde det et stort areal mellem beboelsesejendommene og industribygningerne. Løbende voksede der et grønt bælte op, der efterhånden blev til Nørrebroparken. Den grønne cykelrute følger således det gamle jernbanespor mellem Nørrebro og Frederiksberg.
Omtrent hvor Den Røde Plads ligger på Superkilen foran Nørrebrohallen, lå Skæremøllen allerede før århundredeskiftet, som en del af den småindustri, der var propfuldt af på Nørrebro på det tidspunkt. Praktisk nok lå Skæremøllen så nær ved Nørrebros gamle jernbanestation, at hestene kun skulle fragte de tunge træstammer et kort stykke vej. På Skæremøllen blev de skåret ud til planker og byggemateriale til den megen beboelse, der på dette tidspunkt opstod på Ydre Nørrebro.
Stykket fra Jagtvej ud til Nørrebro Station hed tidligere Lygtevej, indtil den blev omdøbt i 1873. Vejen var opkaldt efter Lygteåen, som løb fra Lersøen, der hvor Lersøparken ligger i dag, til Søerne. Lygteåen dannede i århundreder grænseskellet mellem København og Brønshøj Sognekommune. Åen løber nu i rør under asfalten af Lygten. For enden af Lygtevejen lå den populære Lygtekro, der siden 1700-tallet havde betjent de vejfarende til og fra hovedstaden. Kroen blev revet ned i 1904, og på dens sted opførte man i 1906 Slangerupbanen, senere omdøbt til Hareskovbanen. I 1920'erne blev den nuværende Nørrebro Station anlagt.
Nørrebroes Sporvejsselskab grundlagde i 1867 en sporvognsstrækning fra Lygtevej (Nørrebrogade) til Kongens Nytorv ad Gothersgade. Sporvognsremisen blev anlagt på Lygtevej ved Baldersgade. Remisen blev ombygget i 1897 til de røde murstensbygninger, der i dag rummer Nørrebrohallen. Linjen blev oprindelig betjent af hestesporvogne, der i 1897 blev afløst af akkumulatorvogne. Der var dog tekniske problemer med dette system, og i 1902 gik man derfor over til elektriske sporvogne med luftledninger som i resten af byen. Samme år fik linjen nummer 7. En linje var dog ikke nok til at betjene gaden, og i 1903 suppleredes derfor med linje 5, mens linje 16 kom til i 1920. De tre linjer omstilledes som de sidste i København til busdrift i 1970 (16), 1971 (7) og 1972 (5) .
Den danske milliardær Alex Brask Thomsen vakte i 1992 opmærksomhed, da han tilbød Københavns Kommune 250 millioner kroner mod, at gaden blev opkaldt efter ham.

## Omlægning af Nørrebrogade
I kraft af, at gaden er en central trafikåre, der forbinder Københavns nordvestlige kvarterer og bydele, er gaden stærkt trafikeret af biler, busser og cyklister.
Det vurderes, at den dagligt befærdes af ca. 30.000 cyklister. For at gøre livet lettere for cyklisterne besluttede Københavns Kommune i efteråret 2006 etablerede en grøn bølge for cyklister på denne strækning.
For at begrænse biltrafikken og dermed fremme brugen af cykel og offentlig transport besluttede Københavns Kommune i 2008 at lukke Nørrebrogade for gennemkørsel ved Fælledvej, Nørrebros Runddel og Nørrebrohallen i en tremåneders forsøgsperiode.
En undersøgelse af trafikforsøgets virkninger viser, at målene om at begrænse biltrafikken lykkedes. Tallene viser, at biltrafikken på Nørrebrogade generelt er faldet med 40 procent i myldretiderne. Faldet varierer fra 30 procent ved Nørrebro Station til hele 80 procent på strækningen mellem Fælledvej og Elmegade. Til gengæld steg trafikken op til 10 procent på Tagensvej og Åboulevarden.
I 2009 besluttede et flertal i Teknik- og Miljøudvalget i Københavns Kommune at gøre trafikforsøget på Nørrebrogade permanent. Der blev dog vedtaget en række ændringsforslag, der blandt andet betyder, at der i dag kun er en bussluse ved Fælledvej, mens slusen på Ydre Nørrebro ved Nørrebrohallen er flyttet ud til Nørrebro Station.
Lukningen af Nørrebrogade har været meget omstridt. Eksempelvis mener halvdelen af Nørrebrogades erhvervsdrivende ifølge en meningsmåling, at deres omsætning er gået ned på grund af trafikforsøget .

## Bemærkelsesværdige bygninger
Nr. 140: Arbejdernes Kødforsyning, en billig slagter med speciale i flæsk, fra 1903-68.
Nr. 142: Her lå Skt. Stefans apotek fra 1900 og til nu.
Nr. 148: I gården lå Ølunds Mølle.
Hjørnet ud mod Jagtvej (nr. 140-142) er et skoleeksempel på 1890'ernes arkitektur, hvor det gerne måtte være asymmetrisk, her ses det i placeringen af karnapperne. Se også tårntaget "den tyske hjelm".
Nr. 154-158: Der er tydeligvis tale om de samme bygherrer til en del af husene, da Nørrebro virkelig voksede. Se fx nr. 154-158, som er af samme type i røde mursten (til gaden; til gården er det de billigere gule), men har fået lidt variation i om der er fuger, vandrette fuger eller kvaderfuger i underetagen. Om der er en lige ramme om vinduerne, eller en rund eller trekantet overligger. Det er endnu mere tydeligt i nr. 150-152, men der er også pynt for alle pengene! Løvehoveder, blomsterranker, muslingeskaller, søjler der ingenting bærer og fup-balustrader under vinduerne. Har tilmed en ridderhjelm fra en rustning over døren. I øvrigt sammenstillet med et W.
Nr. 156: Frihedsrådet blev stiftet i begyndelsen af sept. 1943 i en lejlighed på denne adresse. Rådet proklamerede offentligt fra den samme adresse deres eksistens. Nørrebro var et gammelt arbejderkvarter og blev arnested for modstanden under besættelsen. Desuden havde besættelsesmagten indrettet sig i hjertet af Nørrebro, i politistationen på Fælledvej.
Nr. 163: Det var tidligere adresse Lygtevejen 8. Her havde en urtekræmmer Ottesen, som også fungerede som den lokale postmester og fattigforstander, sin store bolig. Det var hans butiksdreng, der bragte posten ud.
Nr. 168: Uranienborg, tegnet i 1902 af Anton Rosen med alt hvad den kan trække af granit, indmurede sandsten, dyrekredsen på de solide altaner (og hemmelige soltegn) og en bort i hver side (meget usædvanligt at markere afgrænsningen til nabohusene på den måde). Enorme andelslejligheder med bad og wc på hver etage, bygherre Chr. Dahl. Der er udgivet et lille festskrift af Hugo Hansen, Bent Henriksen, Svend Jørgensen: Festskrift til beboere 75 år, oktober 1977. Findes på København bymuseums billedarkiv under Nørrebrogade, lige numre.
Nr. 174-176: Her ligger det funktionalistiske Zøllnerhus (1934-1936 af Charles I. Schou og Erik Kragh, fredet 2006). Omkring 1890'erne lå her et lavt hvidt hus Gæstgiveriet Svanen i landlige omgivelser.
Nr. 180A & B: I hollandsk renæssancestil, kig op og se et grønglaseret tegltag, kobberhalvtag og spir som på Børsen og Rosenborg. Ud mod Gormsgade er der farvede glasfliser i korsform, hvilket er sjældent at se i Danmark.
Naboen er en funktionalistisk bygning fra 1930'erne, hvor man bygger med store vinduer, glatte facader og tydelige og enkle bærende betonsøjler hele vejen ned i gennem huset.
Nr. 184: Stjerne Apothek fra 1910-50.
Nr. 194: Baldershus fra 1897.
Nr. 198: Hovedkontoret for A/S Atlas lå i denne bygning, tegnet af arkitekten Alfred Thomsen.
Nr. 200: var 1901 et lille hvidt hus, hvor Chr. Petersens Bageri havde til huse. Gavlen på det 4-etagers nabohus var en reklame for ATLAS køleskabe. I 1910 var der Stefans Biografteater i stuen. Har nu nogle fine små og smilende børnehoveder som pynt i facaden.
Nr. 212: Her blev det første bibliotek på Ydre Nørrebro åbnet i 1888, men flyttede en del rundt til andre adresser i området.
Nr. 216: Her lå 1877-1915 Fiala, JCL Schibbye Sprit- og Gjærfabrik. I 1913 blev afgiften på snaps sat voldsomt op, og forbruget raslede ned. I forhusene i hvert fald boede en del advokater og velstående forretningsdrivende og mestre, så Nørrebro var ret blandet.
Nr. 217: En stor biograf lå herude for enden af Nørrebrogade, Nora Bio Films Teater. Nora Bio åbnede den 12. april 1935. Den blev drevet af Arbejdernes Oplysningsudvalg for København, det senere AOF. Det var en luksusbiograf med 1.184 siddepladser og det var dengang Københavns tredjestørste biograf. Nora lukkede den 2. april 1977. Som så mange andre biografer endte den sine dage som supermarked, i dag El-Giganten.
Nr. 220, den nuværende Aksel Larsens plads, var der i 1970-75 to små træpavilloner foran remisen, bl.a. med Elvis Blomster. Der var også en Esso tankstation med tilhørende autoværksted.
Hvor Café Castro ligger i dag, var der tidligere en meget fin og høj træbro over jernbaneskinnerne. Og på den store gavl bag Castro averterede en Carl Jacobsen & Co samtidigt med sit "førsteklasses Skrædderi".